# リベルタッド駅
リベルタッド駅（リベルタッドえき、英語 : Libertad LRT Station）は、パサイにあるマニラ・ライトレール・トランジット・システム (Manila LRT)  LRT-1線（グリーンライン）の駅で、タフト通り(Taft Avenue)とアルナイズ通り(Arnaiz Avenue)の交差点付近にある。

## 駅構造
相対式ホーム2面2線を有する高架駅である。

## 駅周辺
- 買い物
  - ビクトリー・パサイ・モール (英語 :Victory Pasay Mall)
  - マサガナ・シティ・モール (英語 :Masagana Citimall)
  - リベルタッド市場 (英語 :Libertad Market)
- 学校
  - セントメアリー学院 (英語 :St. Mary's Academy – Pasay)
  - パサイ市立大学 (英語 :Pamantasan ng Lungsod ng Pasay)
  - パサイ中華学院 (英語 :Pasay Chung Hua Academy)
  - フィリピン聴覚障害者の学校 (英語 :Philippine School for the Deaf)
- 病院
  - 外務省ビル (英語 :Department of Foreign Affairs building)
  - アメリカ大使館　新館　(英語 :Embassy of the United States (Annex))
  - 日本大使館 (英語 :Embassy of Japan)
  - クネタ・アストロドーム (英語 :Cuneta Astrodome)
  - アジア研究所海洋研究 (英語 :Asian Institute of Maritime Studies)
  - HKザン・プラザ (英語 :HK Sun Plaza)